# Trolejbusy w Urgenczu
Trolejbusy w Urgenczu − system komunikacji trolejbusowej w Urgenczu w Uzbekistanie.
Trolejbusy w Urgenczu uruchomiono w 1997. uruchomiona linia trolejbusowa o długości 35 km połączyła Аэропорт "Ургенч" (lotnisko Urgencz) – Chiwa. Linia kursuje co 20 − 30 minut. Dodatkowo była jeszcze linia w samym Urgenczu do dworca kolejowego oraz w Chiwie do osiedla mieszkaniowego, obie linie są nieczynne.

## Tabor
W Urgenczu eksploatowanych jest 9 trolejbusów:
- Škoda 24Tr 9 sztuk

## Galeria

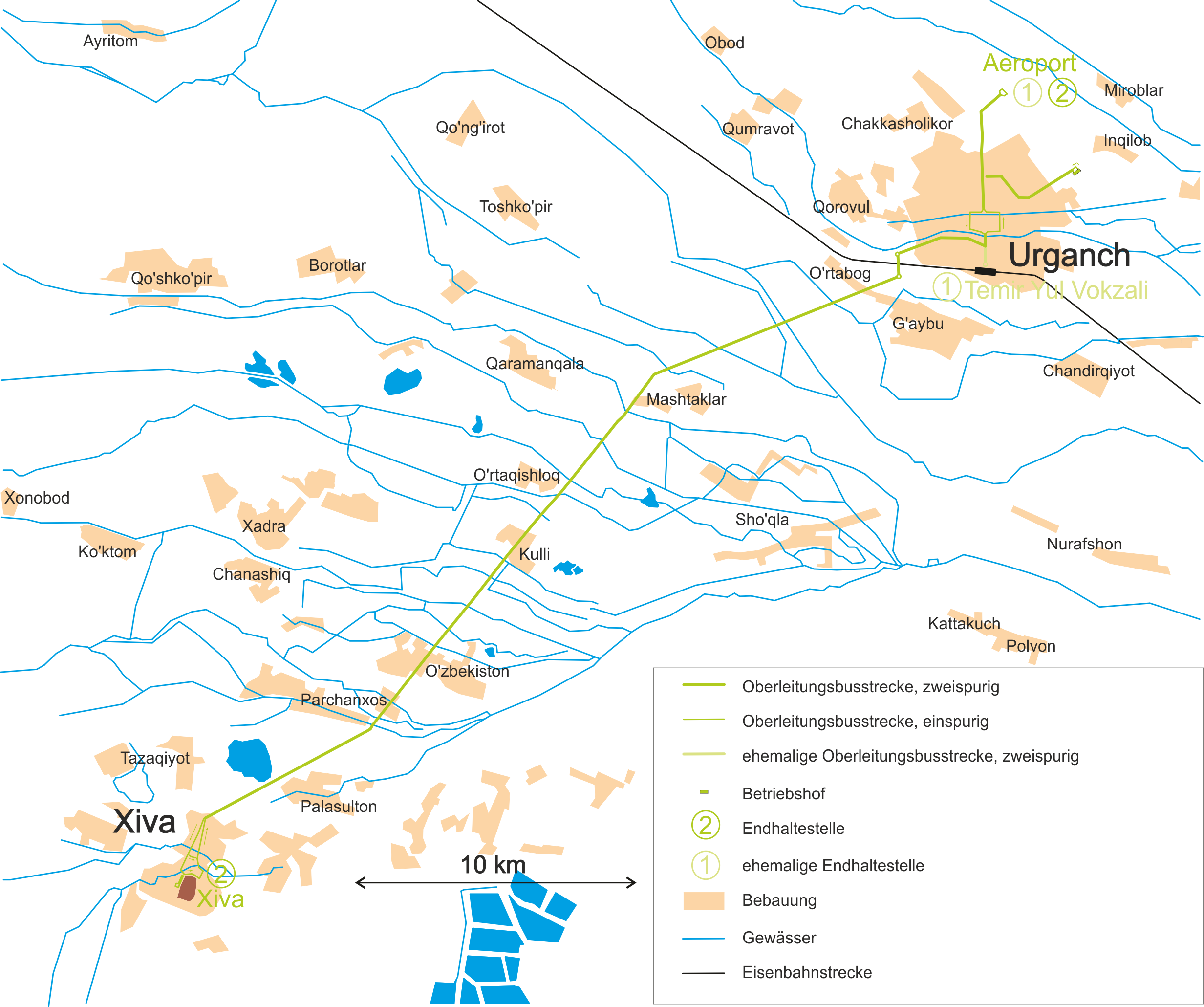
Schemat linii trolejbusowej
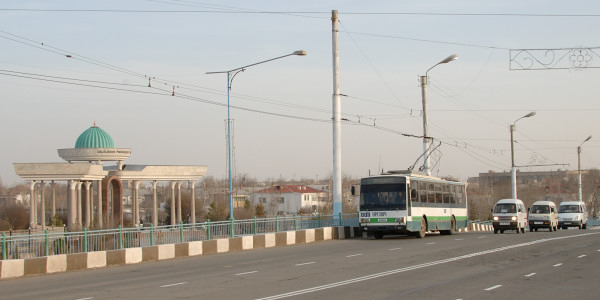
Trolejbus 14TrM-008
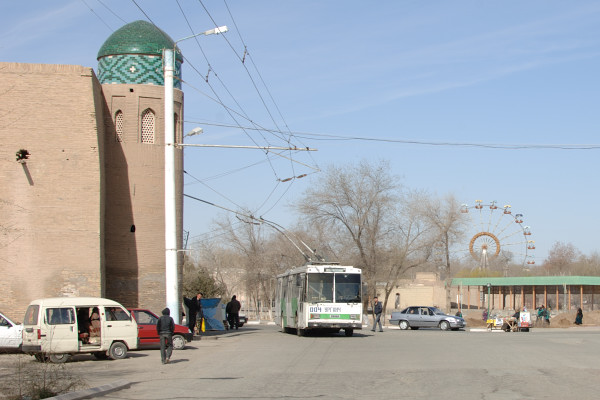
Trolejbus 14Tr-004
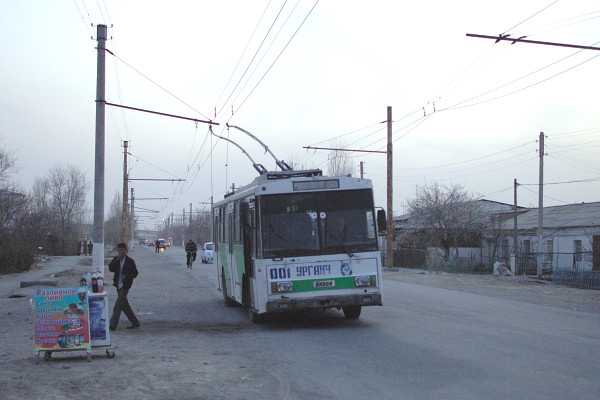
Trolejbus 14Tr-001
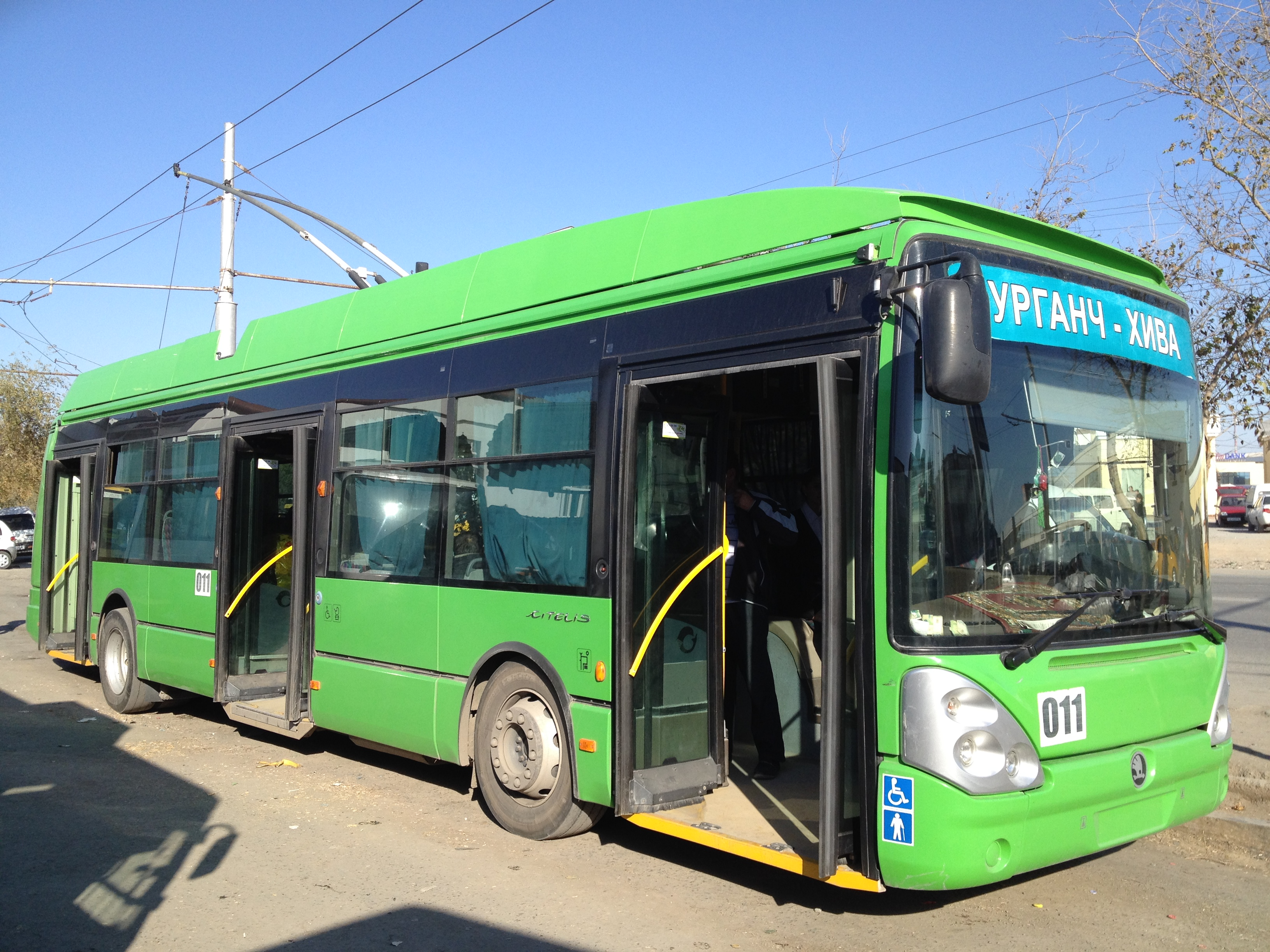
Trolejbus 24Tr